# Léopold Thomé
Léopold Thomé est un architecte belge de la période Art déco actif à Namur.

## Immeubles de style Art déco
- 1931 : rue des Carmes, 81
- 1934 : rue des Carmes, 66
- 1935 : rue des Carmes, 48
- 1936 : rue des Carmes, 53
- 1939 : rue Saint-Joseph, 18
- rue des Carmes, 75

## Immeubles de style éclectique
- rue des Carmes, 44

## Immeubles de style traditionnel mosan
- 1938 : reconstruction d'une aile du couvent des carmélites, rue des Carmes, 26